# Efrén Palacios Serna
Efrén Palacios Serna (Quibdó, 1962) es un administrador de empresas y político colombiano, que se desempeñó como Gobernador del Departamento de Chocó (2013-2015) y miembro de la Cámara de Representantes de Colombia por el mismo departamento (2006-2010).

## Biografía
Nació en Quibdó, capital del Departamento de Chocó, en 1962, en el seno de una familia humilde. Es Administrador de Empresas de la Universidad Tecnológica del Chocó y de la Escuela de Administración de Negocios; así mismo, posee una especialización en finanzas públicas de la Escuela Superior de Administración Pública.
Afiliado al Partido Liberal, ocupó múltiples cargos públicos; en Quibdó se desempeñó como Concejal, Vicecontralor y Contralor Municipal, Secretario de Hacienda y gerente del Instituto de Acueducto y Alcantarillado del mismo municipio. Así mismo, se desempeñó como miembro de la Asamblea Departamental de Chocó. En las elecciones regionales de 2003 se presentó como candidato a la Alcaldía de Quibdó, pero quedó en la segunda casilla.
En las elecciones legislativas de 2006 fue elegido miembro de la Cámara de Representantes de Colombia en representación de Chocó para la legislatura 2006-2010 con 22.444 votos, haciendo parte del Movimiento Liberal Cordobista y en llave con Édgar Eulises Torres Murillo. Durante su paso por la Cámara representó al Partido Cambio Radical, antes de reincorporarse al Partido Liberal en 2009. En la Cámara fue miembro de la Comisión Cuarta o de Presupuesto.
En las elecciones atípicas de Chocó de 2013 resultó elegido Gobernador del departamento por una coalición conformada por el Partido Liberal, el Partido Conservador y el Partido Cambio Radical, al haber obtenido 43.494 votos. Como tal, le correspondió terminar el mandato 2012-2015, tras que el Gobernador elegido en las elecciones regionales de 2011, Luis Gilberto Murillo, fuese destituido.
Actualmente es investigado por la Fiscalía General de la Nación por un presunto fraude por $4.000 millones de pesos a los fondos de la salud que habría facilitado durante su mandato como Gobernador.